# Clasificación académica de universidades de México
Una clasificación de universidades de México o ranking de universidades mexicanas es una lista de universidades e instituciones de educación superior de dicho país que ha sido ordenada de acuerdo a diferentes criterios de evaluación. Las clasificaciones se pueden basar en la "calidad subjetiva percibida", en una cierta combinación de estadísticas empíricas, estadísticas bibliométricas o exámenes realizados por educadores, estudiantes u otros. Dichas clasificaciones son consultadas a menudo por los aspirantes a obtener un lugar en alguna universidad y elegir alguna según criterios personales. La Universidad Nacional Autónoma de México tradicionalmente ha ocupado el primer lugar en cualquier clasificación. 

## Clasificaciones bibliométricas
La bibliometría es una parte de la cienciometría que aplica métodos matemáticos y estadísticos a toda la literatura de carácter científico y a los autores que la producen, con el objetivo de estudiar y analizar la actividad científica. En las clasificaciones bibliométricas, los criterios más comunes incluyen el análisis de citas, el impacto de las revistas especializadas y el número de publicaciones en revistas arbitradas. Sin embargo, las clasificaciones basadas en producción de documentos o actividad científica generalmente no aplican correcciones por tamaño del establecimiento, de manera que tienden a estar sesgadas a favorecer universidades grandes que producen una mayor masa de documentos de investigación. Adicionalmente, los ránquines basados en publicaciones científicas no miden directamente la calidad de la enseñanza ni los resultados en el aprendizaje de los alumnos. En consecuencia, algunos establecimientos educativos pequeños o no enfocados a la investigación aparecen como de baja calidad,o no aparecen en absoluto, a pesar de gozar de alta reputación en círculos profesionales.

### Clasificación del desempeño de publicaciones científicas de universidades internacionales
La Clasificación del desempeño de publicaciones científicas de universidades internacionales (Performance Ranking of Scientific Papers for World Universities) mide la productividad, el impacto de la investigación y la excelencia de las investigaciones desarrolladas por las universidades y es elaborada por el Consejo de Acreditación y Evaluación de la Educación Superior de Taiwán.
La Universidad Nacional Autónoma de México en sin duda una constante dentro este ranking en sus ediciones del 2012 al 2015, siendo la única universidad  mexicana en clasificar a nivel internacional:
| Universidad                             | Posición en América Latina 2015 | Posición en Norteamérica y América Latina 2015 | Posición internacional 2015 |
| Universidad Nacional Autónoma de México | 2                               | 96                                             | 224                         |
| Universidad                             | Posición en América Latina 2014 | Posición en Norteamérica y América Latina 2014 | Posición internacional 2014 |
| Universidad Nacional Autónoma de México | 2                               | 100                                            | 235                         |
| Universidad                             | Posición en América Latina 2013 | Posición en Norteamérica y América Latina 2013 | Posición internacional 2013 |
| Universidad Nacional Autónoma de México | 2                               | 97                                             | 219                         |
| Universidad                             | Posición en América Latina 2012 | Posición en Norteamérica y América Latina 2012 | Posición internacional 2012 |
| Universidad Nacional Autónoma de México | 2                               | 89                                             | 188                         |

 Fuente: National Taiwan University
Ranking (NTU Ranking), Performance Ranking of Scientific Papers For World
Universites  2012, 2013,2014 y 2015 https://web.archive.org/web/20130830195354/http://nturanking.lis.ntu.edu.tw/Default.aspx
Fuente:

### Academic Ranking of World Universities
La Clasificación Académica de Universidades Internacionales (Academic Ranking of World Universities) es elaborada por el Instituto de Educación Superior de la Universidad Jiao Tong de Shanghái, China, con el fin de identificar las disparidades entre las universidades chinas con las del resto del mundo, particularmente en términos de desempeño académico e investigación.
Es una de las clasificaciones más conocidas mundialmente, se trata de un listado recopilado por un grupo de especialistas en bibliometría de la Universidad Jiao Tong de Shanghái en China. Este listado incluye las mayores instituciones de educación superior del mundo y están ordenadas de acuerdo a una fórmula que toma en cuenta: el número de galardonados con el Premio Nobel o la Medalla Fields ya sea retirados de la universidad (10%) o activos en la misma (20%), el número de investigadores altamente citados en 21 temas generales (20%), número de artículos publicados en las revista científicas Science y Nature (20%), el número de trabajos académicos registrados en los índices del Science Citation Index y el Social Science Citación Index (20%) y por último el "desempeño per capita", es decir, la puntuación de todos los indicadores anteriores dividida entre el número de académicos de tiempo completo (10%). En esta clasificación, la única institución mexicana entre las 500 mejores universidades del mundo es la Universidad Nacional Autónoma de México.
ARWU (por sus siglas en inglés) también clasifica a la UNAM en la primera posición a nivel nacional durante el lustro que comprende 2011-2015.
Clasificación Académica de las Universidades del Mundo 2011 (Academic Ranking Of World Universities 2011) del Instituto de Educación Superior de la Universidad Jiao Tong de Shanghái (Institute of Higher Education, Shanghái Jiao:
| Categoría | Posición |
| Mundial   | 151-200  |
| Nacional  | 1        |

Clasificación Académica de las Universidades del Mundo 2012 (Academic Ranking Of World Universities 2012) del Instituto de Educación Superior de la Universidad Jiao Tong de Shanghái (Institute of Higher Education, Shanghái Jiao:
| Categoría | Posición |
| Mundial   | 151-200  |
| Nacional  | 1        |

Clasificación Académica de las Universidades del Mundo 2013 (Academic Ranking Of World Universities 2013) del Instituto de Educación Superior de la Universidad Jiao Tong de Shanghái (Institute of Higher Education, Shanghái Jiao:
| Categoría | Posición |
| Mundial   | 151-200  |
| Nacional  | 1        |

Clasificación Académica de las Universidades del Mundo 2014 (Academic Ranking Of World Universities 2014) del Instituto de Educación Superior de la Universidad Jiao Tong de Shanghái (Institute of Higher Education, Shanghái Jiao:
| Categoría | Posición |
| Mundial   | 201-300  |
| Nacional  | 1        |

Clasificación Académica de las Universidades del Mundo 2015 (Academic Ranking Of World Universities 2015) del Instituto de Educación Superior de la Universidad Jiao Tong de Shanghái (Institute of Higher Education, Shanghái Jiao:
| Categoría | Posición |
| Mundial   | 201-300  |
| Nacional  | 1        |

Fuente: Academic Rankink World University  (ARWU) por el Center fir World-Class Universities y el Institute of Higher Education of Shanghai Jiao Tong University. China https://web.archive.org/web/20130130215326/http://www.arwu.org/aboutARWU.jsp

### Estudio Comparativo de Universidades Mexicanas, ECUM
El Estudio Comparativo de las Universidades Mexicanas (ECUM) es un proyecto de investigación que tiene como propósito comparar el desempeño de las universidades y otras instituciones mexicanas de educación superior. Se sustenta en la recopilación, sistematización y análisis de información común a todas las instituciones, recogida en fuentes oficiales y bases de datos reconocidas. De acuerdo con el estudio (2011), las 10 Universidades Mexicanas con mayor producción científica en artículos indexados por el ISI Web of Knowledge
son:
| Número de publicaciones | Porcentaje nacional | Institución de educación superior                                                  |
| 3142                    | 32.1                | Universidad Nacional Autónoma de México                                            |
| 847                     | 8.6                 | Centro de Investigación y de Estudios Avanzados del Instituto Politécnico Nacional |
| 787                     | 8.0                 | Instituto Politécnico Nacional                                                     |
| 582                     | 5.9                 | Universidad Autónoma Metropolitana                                                 |
| 329                     | 3.4                 | Universidad de Guadalajara                                                         |
| 326                     | 3.3                 | Universidad Autónoma de Nuevo León                                                 |
| 283                     | 2.9                 | Benemérita Universidad Autónoma de Puebla                                          |
| 228                     | 2.3                 | Colegio de Postgraduados                                                           |
| 213                     | 2.2                 | Universidad Autónoma de San Luis Potosí                                            |

### Clasificación Iberoamericana SIR 2012
La lista de clasificación Iberoamericano SIR 2012, elaborado por el SCImago Research Group de la Universidad de Granada, analiza toda la producción científica presente en la base de datos Scopus elaborada por Elsevier, en el periodo 2006-2010 y asocia cada publicación y cada cita encontrada a la institución o instituciones correspondientes.  De acuerdo con el estudio, en dicho periodo, las cinco instituciones mexicanas con mayor producción eran:
| Posición nacional | Posición en Latinoamérica | Institución de educación superior                                                  |
| 1                 | 2                         | Universidad Nacional Autónoma de México                                            |
| 2                 | 11                        | Centro de Investigación y de Estudios Avanzados del Instituto Politécnico Nacional |
| 3                 | 16                        | Instituto Politécnico Nacional                                                     |
| 4                 | 27                        | Universidad Autónoma Metropolitana                                                 |
| 5                 | 44                        | Universidad de Guadalajara                                                         |

### Clasificación Iberoamericana SIR 2013
Análisis de la producción científica presente en la base de datos Scopus
elaborada por Elsevier, el periodo 2007-2011,  las cinco instituciones mexicanas se
mantienen en la misma posición que en la lista de clasificación Iberoamericano SIR 2012.
| Posición nacional | Posición en Latinoamérica | Institución de educación superior                                                  |
| ----------------- | ------------------------- | ---------------------------------------------------------------------------------- |
| 1                 | 2                         | Universidad Nacional Autónoma de México                                            |
| 2                 | 11                        | Centro de Investigación y de Estudios Avanzados del Instituto Politécnico Nacional |
| 3                 | 16                        | Instituto Politécnico Nacional                                                     |
| 4                 | 27                        | Universidad Autónoma Metropolitana                                                 |
| 5                 | 44                        | Universidad de Guadalajara                                                         |

### Clasificación Iberoamericana SIR 2014
Analiza toda la producción científica presente en la base de datos
Scopus elaborada por Elsevier, el periodo 2008-2012. 
| Posición nacional | Posición en Latinoamérica | Institución de educación superior                                                  |
| 1                 | 2                         | Universidad Nacional Autónoma de México                                            |
| 2                 | 11                        | Centro de Investigación y de Estudios Avanzados del Instituto Politécnico Nacional |
| 3                 | 16                        | Instituto Politécnico Nacional                                                     |
| 4                 | 27                        | Universidad Autónoma Metropolitana                                                 |
| 5                 | 48                        | Universidad de Guadalajara                                                         |

### Clasificación Iberoamericana SIR 2015
Análisis del periodo 2009-2013.
| Posición nacional | Posición en Latinoamérica | Institución de educación superior                                                  |
| 1                 | 2                         | Universidad Nacional Autónoma de México                                            |
| 2                 | 12                        | Centro de Investigación y de Estudios Avanzados del Instituto Politécnico Nacional |
| 3                 | 15                        | Instituto Politécnico Nacional                                                     |
| 4                 | 27                        | Universidad Autónoma Metropolitana                                                 |
| 5                 | 47                        | Universidad de Guadalajara                                                         |

Fuente: SCImago Research Group de la Universidad de Granada, SCImago Institutions Rankings,
Ranking Iberoamericano SIR 2015 http://www.scimagoir.com/pdf/iber_new/SIR%20Iber%202015%20HE (enlace roto disponible en Internet Archive; véase el historial, la primera versión y la última)..

## Clasificaciones basadas en otros conteos estadísticos
A diferencia de las clasificaciones con enfoque bibliométrico, estas clasificaciones cuantifican un factor o elemento distinto a las publicaciones científicas arbitradas; por ejemplo, el número de laureados con un premio del más alto prestigio internacional, el número de ejecutivos dirigiendo una empresa de clase mundial o el volumen de contenidos publicados en la World Wide Web.

### Professional Ranking of World Universities
El Professional Ranking of World Universities (Clasificación Profesional de Universidades Internacionales) es elaborado por la Escuela Nacional Superior de Minas de París y mide el número de egresados que dirigen alguna de las 500 empresas más poderosas del mundo de acuerdo con la revista Fortune. En el año 2010 aparecían dos universidades mexicanas entre las 392 mejor calificadas del mundo:
| Posición internacional 2010 | Universidad                                 |
| 92                          | Universidad Anáhuac[9]                      |
| 349                         | Instituto Tecnológico Autónomo de México[9] |

### Ranking Web de Universidades del Mundo
Esta clasificación es elaborada por el Centro de Información y Documentación (CINDOC) del Consejo Superior de Investigaciones Científicas (CSIC) de España y toma en cuenta el volumen de contenidos publicados en la Web, así como la visibilidad y el impacto de estos contenidos de acuerdo con los enlaces externos que apuntan hacia sus sitios.
De acuerdo con su sitio Web, "El objetivo original del Ranking era el de promover la publicación Web y no el de obtener un listado de instituciones académicas y de investigación de acuerdo a su prestigio. Nuestro primer fin es apoyar las iniciativas "Open Access", así como promover el acceso electrónico a las publicaciones científicas y a todos aquellos materiales de tipo académico." A julio de 2010, las cinco universidades mexicanas mejor clasificadas eran:
| Posición nacional 2010 | Posición internacional 2010 | Institución                               | Posición en América Latina 2010 |
| 1                      | 70                          | Universidad Nacional Autónoma de México   | 1                               |
| 2                      | 460                         | Universidad Autónoma del Estado de México |                                 |
| 3                      | 653                         | Universidad Autónoma de Nuevo León        |                                 |
| 4                      | 698                         | Universidad Autónoma Metropolitana        |                                 |
| 5                      | 948                         | Tecnológico de Monterrey                  |                                 |

Mientras que a julio de 2015, las cinco universidades mexicanas mejor clasificadas fueron:
| Posición nacional 2015 | Posición internacional 2010 | Institución                                                       |
| 1                      | 67                          | Universidad Nacional Autónoma de México                           |
| 2                      | 586                         | Centro de Investigación y de Estudios Avanzados del IPN CINVESTAV |
| 3                      | 638                         | Instituto Politécnico Nacional                                    |
| 4                      | 752                         | Universidad de Guadalajara                                        |
| 5                      | 765                         | Universidad Autónoma Metropolitana                                |

Fuente: Consejo superior de
Investigaciones Científicas, Ranking Web de Universidades 2015.

## Clasificaciones subjetivas
Como su nombre lo indica, estas clasificaciones suelen reflejar el promedio ponderado de las opiniones recogidas en una encuesta, la cual suele incluir a miembros de la comunidad empresarial y cuya seriedad y rigor metodológico varía según la fuente.

### THES - QS World University Rankings
La Clasificación Mundial de Universidades Top Universities, es elaborada por la empresa Quacquarelli Symonds. Para su elaboración se toman en cuenta las siguientes ponderaciones: 40% encuesta entre pares, 10% encuesta entre reclutadores, 5% número de estudiantes internacionales, 5% número de profesores internacionales, 20% proporción profesor: estudiante y 20% citas arbitradas. De acuerdo con su última versión (2012) sólo dos universidades mexicanas aparecen clasificadas entre las 500 mejores universidades del mundo:
| Posición internacional 2012 | Universidad                                                 |
| 146                         | Universidad Nacional Autónoma de México                     |
| 306                         | Instituto Tecnológico y de Estudios Superiores de Monterrey |
En los resultados de las clasificaciones del 2013 al 2015 la Universidad Nacional Autónoma de México es la única universidad mexicana que  aparece clasificada entre las 500 mejores universidades del mundo.
QS World University Rankings 2013 de Quacquarelli Symonds
| Categoría     | Posición |
| Mundial       | 163      |
| Latinoamérica | 6        |
| Nacional      | 1        |

QS World University Rankings 2014 de Quacquarelli Symonds
| Categoría     | Posición |
| Mundial       | 175      |
| Latinoamérica | 8        |
| Nacional      | 1        |

QS World University Rankings 2015 de Quacquarelli Symonds
| Categoría     | Posición |
| Mundial       | 160      |
| Latinoamérica | 6        |
| Nacional      | 1        |

Fuente  Quacquarelli Symonds 2013, 2014 y 2015